# Pattimura
Thomas Matulessy, znany jako Pattimura (ur. 8 czerwca 1783 na wyspie Saparua, zm. 16 grudnia 1817 na wyspie Ambon) – amboński żołnierz.
Pośmiertnie, w 1973 r., został uhonorowany tytułem Bohatera Narodowego Indonezji.